# Sergiovci

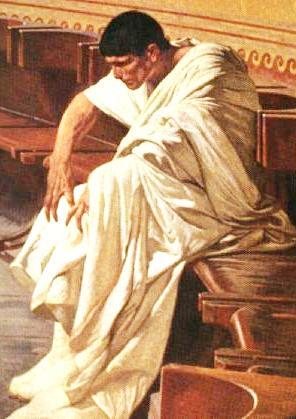
Lucius Sergius Catilina

Gens Sergia je jméno římského patricijského rodu, z něhož pocházela řada významných postav římské historie.

## Historie
Rod Sergiů hledal svůj původ, podobně jako většina starých římských rodů, ve starověké Tróji. Za svého prapředka označovali Sergesta, věrného přítele Aenea. Římský spisovatel Vergilius o něm napsal ve svém díle Aeneis:
"Sergestusque, domus tenet a quo Sergia nomen." (Virg. Aen. v. 121)
Největšího vlivu rod dosáhl v době počátků římské republiky. Roku 451 př. n. l. byl M. Sergius Esquilinus zvolen za decemvira. Tuto funkci vykonával v letech 450 a 449 př. n. l. Lucius Sergius Fidenas se roku 437 př. n. l. stal jako první z rodu konzulem. V roce 433 př. n. l. pak vykonával funkci vojenského tribuna. Lucius Sergius Fidenas II., pravděpodobně syn výše jmenovaného konzula a tribuna, se sám stal konzulem roku 429 př. n. l. Jeho otec se pak stal ještě dvakrát vojenským tribunem, a to v letech 424 a 418 př. n. l. Funkci vojenského tribuna vykonával v letech 404 a 402 př. n. l. i Manius Sergius Fidenas. Jiný Lucius Sergius Fidenas je zaznamenán jako vojenský tribun roku 397 př. n. l. Poslední výraznou osobností rodu v počátcích římské republiky byl Cn. Sergius Fidenas Coxo, který byl vojenským tribunem v letech 387, 385 a 380 př. n. l.
Vliv rodu pak poněkud upadl. Rodina jej pomalu začínala získávat zpět až v období Punských válek. M. Sergius sloužil v armádě pod Scipionem Africanem a velel asi třem tisícům mužů. Avšak roku 205 př. n. l. byl zavražděn. Jeho příbuzný Lucius Sergius byl jeden ze tří vyslanců, které poslal roku 203 př. n. l. Scipio Africanus do Kartága. C. Sergius Plancus pak zastával úřad městského preatora roku 200 př. n. l. Nejvýznamnější osobností rodu v době Punských válek byl však bezesporu M. Sergius Silus, jeden z největších hrdinů Druhé punské války. Během dvou vojenských kampaní utrpět dvacet tři zranění a přesto zůstal v armádě. V bojích dokonce ztratil i pravou ruku, a tak se naučil bojovat levou a na pravé měl přidělanou jakousi
protézu, kterou používal jako štít. Je to první historicky doložený člověk, který užíval protézu. Sloužil rovněž pod Scipionem Africanem, a to jako generál jízdy. Jeho podoba se dochovala na mincích, které na jeho počest nechal razit jeho syn. Je zde vyobrazen jako jezdec na koni, který v levé ruce drží hlavu nepřítele. Roku 197 př. n. l. byl zvolen prétorem. Jeho syn M. Sergius Silus byl během války v Makedonii roku 168 př. n. l. vojenským legátem.

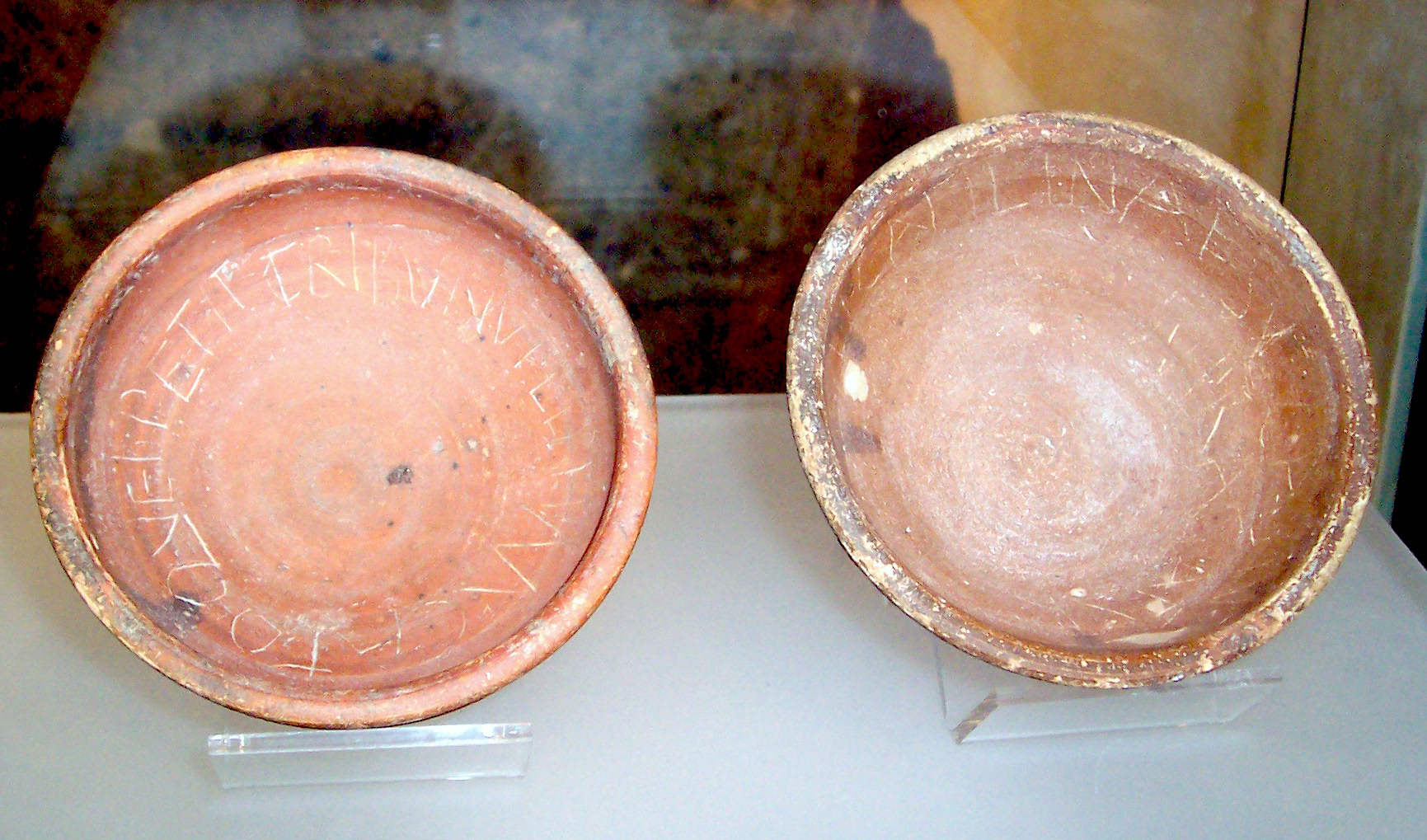
Nádoby, které naplněné jídlem nebo pitím rozdával Catilina při své kandidatuře na konzula roku 62 př. n. l.

Dalším zaznamenaným členem rodu je L. Sergius, který vykonával roku 75 př. n. l. funkci questora na Sicílii. Daleko významnější byl však jeho jmenovec Lucius Sergius Catilina, pra - pravnuk M. Sergia Sila. Nejprve vykonával různé politické i vojenské úřady jako například úřad preatora roku 68 př. n. l., ale jeho největší snahou bylo stát se konzulem. Když se mu to nepodařilo legálně, pokusil se dosáhnout funkce pomocí spiknutí. To však bylo odhaleno konzulem Ciceronem, řada spiklenců byla popravena a sám Catilina padl roku 62 př. n. l. v čele svého vojska poblíž města Pistorie. Jím vymřela poslední z hlavních rodových větví.
Rod nadále pokračoval a reprezentován byl především větví se jménem Paullus. Sergius Paullus vykonával úřad prokonzula na Kypru, kde se setkal s apoštolem Pavlem a jejich setkání je popsáno i v Bibli. Předposledním konzulem z rodu Sergia byl Lucius Sergius Paullus roku 168 našeho letopočtu. Tím posledním se stal roku 198 Pubius Martius Sergius Saturninus.

## Konzulové či tribuni s konzulární mocí
- M. Sergius Esquilinus, decemvir v letech 450 a 449 př. n. l.
- Lucius Sergius Fidenas, konzulem v roce 437, tribunem v letech 433, 424 a 418 př. n. l.
- Lucius Sergius Findenas II., konzulem v roce 429 př. n. l.
- Manius Sergius Fidenas, tribunem v letech 404 a 402 př. n. l.
- Lucius Sergius Fidenas, tribunem v roce 397 př. n. l.
- Gnaeus Sergius Fidenas Coxa, tribunem v letech v roce 387, 385 a 380 př. n. l.
- Lucius Sergius Paullus, konzulem v roce 168
- Pubius Martius Sergius Saturninus, konzulem v roce 198

## Rodové větve
Catilina, Esquilinus, Fidenas, Orata, Paullus, Placenus, Lepidus

## Další osobnosti rodu

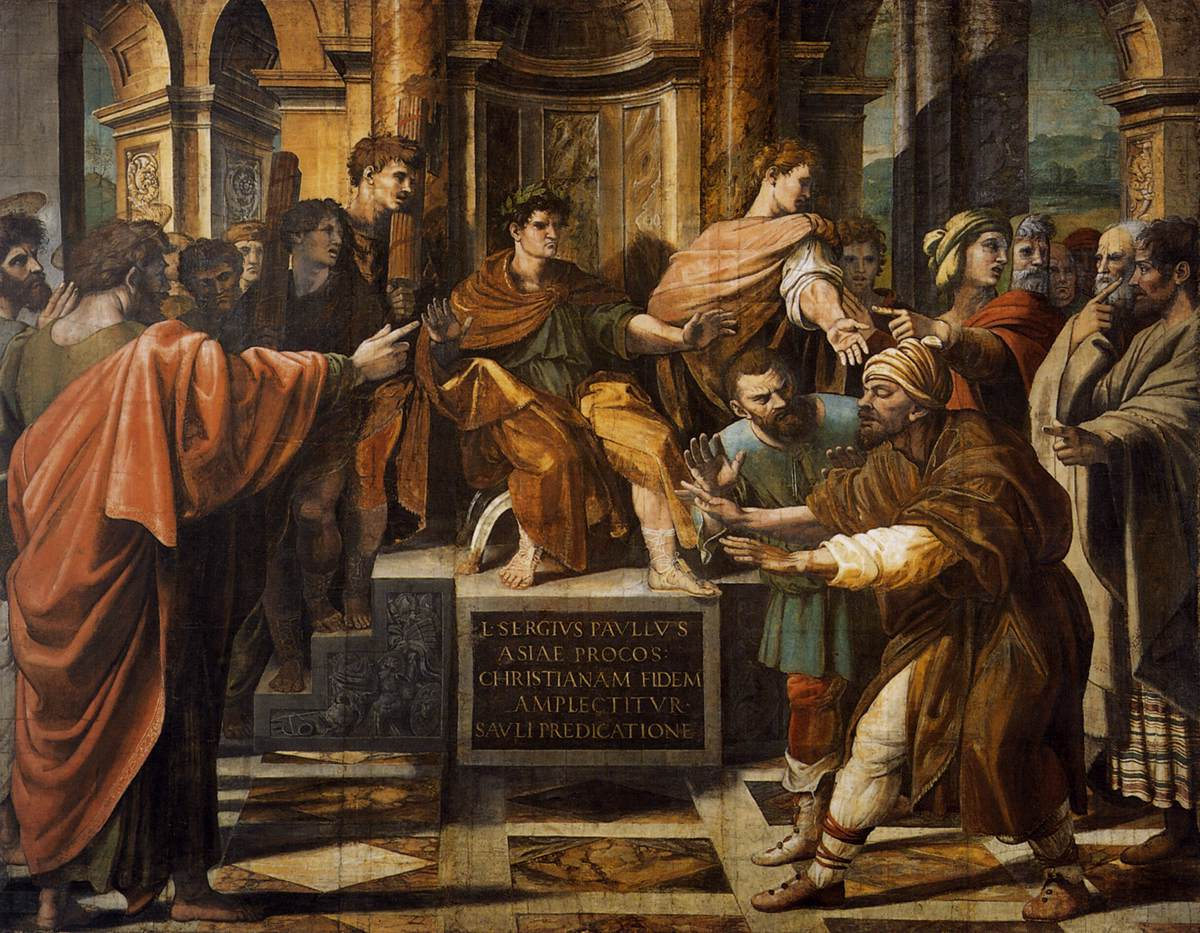
Sergius Paullus od Raphaela

- M. Sergius, vojenský velitel v Punských válkách, zavražděn 205 př. n. l.
- Lucius Sergius, římský vyslanec do Kartága roku 203 př. n. l.
- C. Sergius Plancus, praetor roku 203 př. n. l.
- M. Sergius Silus, římský generál a praetor roku 197 př. n. l.
- M. Sergius Silus, legát roku 168 př. n. l.
- Q. Sergius, senátor roku 90 př. n. l.
- L. Sergius, questor roku 75 př. n. l.
- Lucius Sergius Catilina, preator, vůdce spiknutí proti republice
- L. Sergius, příbuzný a pomocník Lucia Sergia Catiliny
- Lucius Sergius Lepidus, tribun XXIX. legie
- L. Sergius Paullus, prokonzul, setkal se se svatým Pavlem
- sv. Sergius

## Další pokračování rodu

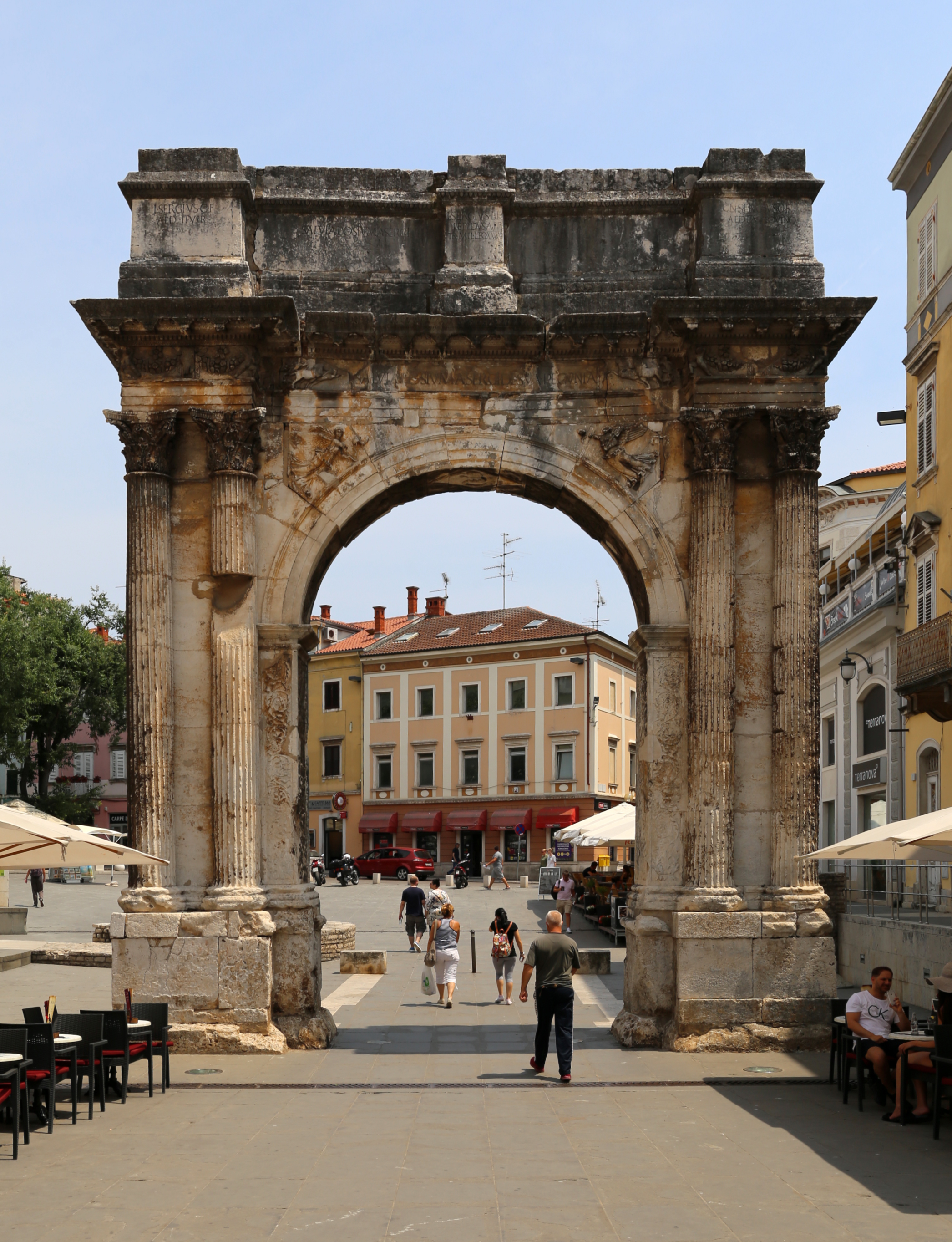
Vítězný oblouk rodu Sergia v Pule.

Osud rodiny po pádu Říma je nejistý. Některé středověké rody se ve svém původu na "gens Sergia" odvolávaly. Nejblíže pravdě může být rod Pola, který až do 13. století používal právě jméno "Sergius" a prvně zaznamenaný byl okolo roku 990 v Pule, tedy ve městě, kde gens Sergia žil a zanechal zde na sebe jako památku vítězný oblouk.